# Śaṅkara Nārāyaṇa
Śaṅkara Nārāyaṇa (żył od ok. 840 do ok. 900) – indyjski matematyk i astronom, napisał komentarze do prac Bhāskary I.